# Crouch (Tonbridge and Malling)
Crouch är en by i Kent i England. Byn är belägen 53 km 
från Canterbury. Orten har 569 invånare (2015).